# Ваља Плопулуј (Прахова)
Ваља Плопулуј (рум. Valea Plopului) насеље је у Румунији у округу Прахова у општини Посешти. Oпштина се налази на надморској висини од 536 m.

## Становништво
Према подацима из 2002. године у насељу је живело 671 становника, од којих су сви румунске националности.